# 오트코르스주의 캉통
프랑스 오트코르스주에는 총 15개의 캉통이 속해 있다. 2015년 3월 행정구역 총개편으로 인해 현재는 다음과 같이 설치되어 있다.
- 바스티아 1
- 바스티아 2
- 바스티아 3
- 바스티아 4
- 비굴리아네비오
- 보르고
- 칼비
- 카프코르스
- 카신카푸말토
- 카스타니차
- 코르트
- 피우모르보카스텔로
- 기소나차
- 골로모로살리아
- 릴루스